# بیشوفن
بیشوفن (به آلمانی: Bischoffen) یک شهر در آلمان است که در لان-دیل واقع شده‌است. بیشوفن ۳٬۵۵۳ نفر جمعیت دارد.